# رانالد تاتور
رانالد تاتور ( زادهٔ ۱۹۴۰) کارآفرین ارمنی‌تبار اهل ایالات متحده آمریکا است که رئیس و مدیر اجرایی تاتور پرینی می‌باشد.

## زندگی‌نامه
وی در ۱۹۴۰/۱۹۴۱ در شرمن اوکس، لس آنجلس به دنیا آمد و در سال ۱۹۶۳ از دانشگاه کالیفرنیای جنوبی فارغ‌التحصیل گشت. وی و همسرش آلیا تاتور صاحب پنج فرزند می‌باشند.